# Remscheider Straße 35

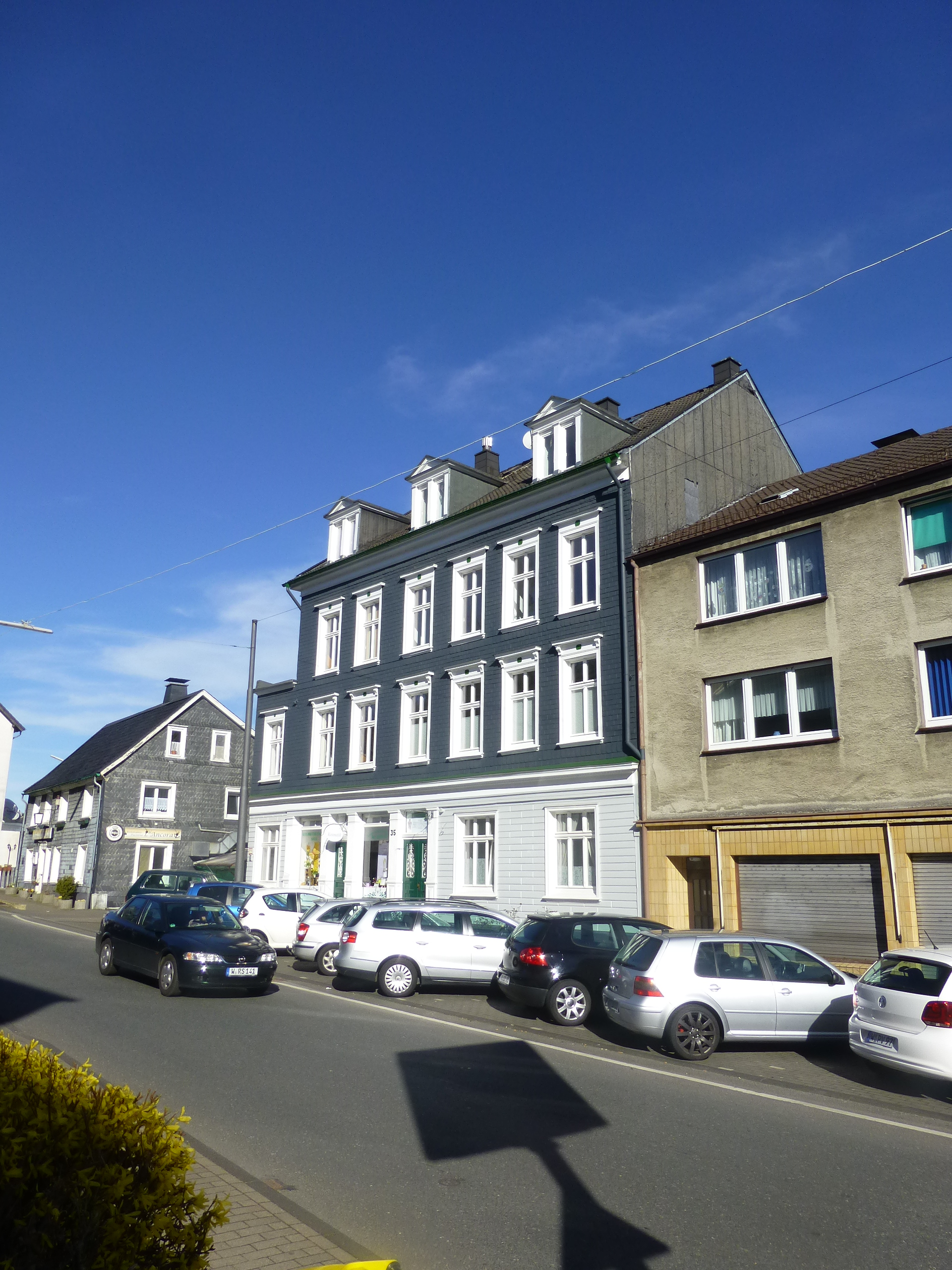
Remscheider Straße 35

Das Wohn- und Geschäftshaus Remscheider Straße 35 ist ein historisches Gebäude in der bergischen Großstadt Wuppertal in Nordrhein-Westfalen.

## Lage
Es ist ein Schieferhaus im heutigen Stadtteil Ronsdorf (Wohnquartier Ronsdorf-Mitte/Nord) und liegt an der Remscheider Straße zwischen der katholischen Kirche St. Joseph und der Preußischen Bandwirkerschule, die sich beide nur wenige hundert Meter entfernt auf der anderen Straßenseite befinden. Das Baudenkmal Remscheider Straße 33 grenzt unmittelbar nördlich an. Daneben gibt es etliche weitere historische Gebäude im Umfeld an der Remscheider Straße, wie unter anderem die auch als Baudenkmale ausgewiesenen Häuser Remscheider Straße 30, 43, 45, 46 und 47 sowie den Steigerturm Ronsdorf. Die ehemals gegenüberliegende Gaststätte Rheinischer Hof besteht heute nicht mehr.

## Historie und Beschreibung
Das Haus wurde um die Wende zum 20. Jahrhundert (vor 1906) im Auftrag des späteren Eigentümers Isaac Tillmanns errichtet. Es wurde beim Luftangriff auf Ronsdorf nicht zerstört und ragt im Gegensatz zu den eher gedrungen wirkenden Nachbargebäuden hoch auf und wurde auf einem älteren, aus Sandstein und mit Kappendecke errichteten Kellergewölbe in Fachwerkbauweise erstellt. Es besitzt drei Vollgeschosse mit sechs Fensterachsen (in den oberen beiden Etagen), deren Fenster mit klassizistische Sturzgesimsen versehen sind. Das ausgebaute Dachgeschoss unter dem Satteldach mit Traufgesims besitzt zur Straße hin drei traufständig ausgerichteten Dachgauben. Aufgrund der Anbauten besitzt das Haus keinen symmetrischen Grundriss. Der straßenseitig linke, nördliche Anbau besitzt eine Achse und erhebt sich über zwei Etagen, wobei die obere verschiefert ist und ein Flachdach bzw. ein nur sehr leicht geneigtes Pultdach besitzt. Hofseitig schließt sich ein weiterer schmaler Anbau an, der mit Sichtbrettern verkleidet ist. Ein dritter Anbau an der rückwärtigen Seite besitzt einen rechtwinkligen Grundriss. Er verfügt über zwei überwiegend verschieferte Vollgeschosse mit leicht geneigtem Flachdach und wird bewohnt. Das Haupthaus ist bis auf die Straßenfassade im Erdgeschoss, die mit kannelierten und hellgrau lackierten Brettern verkleidet ist und der südlichen Giebelwand, an die ein Wohnhaus aus der Nachkriegszeit angebaut wurde, gänzlich verschiefert. Die Eingänge besitzen stilisierte/optisch angedeutende Säulen mit Basis, Kapitellen und Architrav. Beiderseits des mittigen Eingangs befanden sich ursprünglich Ladengeschäfte. Während das Geschäft rechts des Eingangs schon vor 1939 in eine Wohnung umgewandelt wurde, befand sich links (im nördlichen Teil des Hauses) ein italienisches Restaurant, dass aus Platzgründen in das Nachbarhaus „Remscheider Straße 33“ umzog. Heute befindet sich in diesen Räumlichkeiten ein Einzelhandelsgeschäft.

## Denkmalschutz
Das gesamte Gebäude nebst Anbau wurde am 20. Dezember 1988 unter der Nummer 1507 in die Denkmalliste der Stadt Wuppertal eingetragen.